# Ершовское муниципальное образование (Иркутская область)
Ершовское муниципальное образование — муниципальное образование со статусом сельского поселения в
Усть-Илимском районе Иркутской области России. Административный центр — посёлок Ершово.
Статус и границы муниципального образования установлены законом Иркутской области от 16 декабря 2004 г. № 97-ОЗ «О статусе и границах муниципальных образований Усть-Илимского района Иркутской области».
В состав муниципального образования входит населённый пункт Ершово.

## Население
| 2010 | 2011 | 2012 | 2013 | 2014 | 2015 | 2016 |
| ---- | ---- | ---- | ---- | ---- | ---- | ---- |
| 934  | ↘931 | ↘913 | ↘900 | ↘878 | ↘850 | ↘810 |
| 2017 |      |      |      |      |      |      |
| ↘753 |      |      |      |      |      |      |